# Expeditionen som försvann
Expeditionen som försvann, fransk originaltitel: La frousse aux trousses, är det fyrtionde seriealbumet i den tecknade serien Spirou. Albumet, som först gavs ut i albumform 1988, är skrivet av Tome och tecknat av Janry. Det var de belgiska serieskaparnas åttonde album i Spirouserien sedan de tog över arbetet efter Nic & Cauvin.
Äventyret publicerades först under den franska originaltiteln Angoisse à Touboutt-Chan i tidningen Le Journal de Spirou 1988, varefter det gavs ut i albumform under titeln La frousse aux trousses. På svenska gavs albumet först ut 1989 i översättning av Stellan Nehlmark.
Expeditionen som försvann är den första delen av två i ett äventyr som avslutas i albumet Dårarnas dal.

## Handling
Spirou och Nicke har för avsikt att göra en expedition till Touboutt-Chan, ett område i Asien liknande Nepal, där de två forskarna Adrien Maginot och Günter Siegfried försvann på 1930-talet då de letade efter en mytisk dal som ett fredlöst folk förvisats till. För att finansiera resan får de hjälp av en doktor som vill hjälpa sina patienter att bli av med deras hicka genom att utsätta dem för skräckupplevelser.
Till sin hjälp på resan har Spirou och Nicke en sherpa som guidar dem igenom landskapet med alla dess faror. I slutet av albumet befinner sig gruppen i ett avlägset bergsområde under dåliga väderförhållanden. Sherpan faller ner för en klippa och blir hängande över ett starkt vattenflöde som leder ner i avgrunden. Spirou och Nicke räddar sherpan med ett rep men faller själva ner i vattenvirveln och försvinner i djupet. Patienterna, som följt med under resans gång, står förstelnade och tittar på, alla med sin hicka botad.